# Shahrestān di Tarom
Lo shahrestān di Tarom (farsi شهرستان طارم) è uno degli 8 shahrestān della provincia di Zanjan, il capoluogo è Ab Bar. Lo shahrestān è suddiviso in 2 circoscrizioni (bakhsh):
- Centrale (بخش مرکزی)
- Chavarzaq (بخش چورزق), con la città di Chavarzaq.